# Аделаида Лувенска
Аделаида или Аделица (на немски: Adelheid von Löwen, също Adeliza, Adela или Aleidis; * 1103, Льовен; † 23 април 1151, Афлигем, Белгия) e съпруга на английския крал Хенри I от 24 януари 1121 – 1 декември 1135 г.

## Произход
Дъщеря е на Готфрид VI Брадати (граф на Льовен, херцог на Долна Лотарингия) от фамилията Регинариди и първата му съпруга Ида от Намюр († 1117/1125). След смъртта на майка ѝ баща ѝ се жени през 1125 г. за Клеменция Бургундска († 1133).

## Кралица на Англия (1121 – 1135)
Аделаида се омъжва на 18 години на 24 януари (2 февруари) 1121 г. за английския крал Хенри I (* 1068; † 1135). Кралят е вдовец и двамата му сина са умрели две години преди това. Той се жени за нея, за да получи мъжки наследник. Тя е коронована на 30 януари 1121 г. Бракът им остава почти 15 години бездетен.
Красивата и учена Аделаида пише биографията на Хенри I в стихове.

## Следващи години
След смъртта на нейния съпруг тя отива за няколко години в манастира Уилтън при Солсбъри. Понеже е доста млада тя се омъжва през 1139 г. за Уилям д'Обини (* 1109, † 12 октомври 1176), близък съветник на Хенри. Тя носи в брака си голям апанаж и дворец Арундел и крал Стивън го прави граф на Аръндел и Линкълн. С него тя има седем деца, между тях син Уилям д'Обини, вторият граф на Аръндел (* пр. 1150, † 24 декември 1193). От него произлизат по-късните английски кралици Ан Болейн и Катрин Хауърд.
Последните си години тя прекарва в манастир Афлигем в ландграфство Брабант, на който също подарява земи. Тя е погребана в църквата Афлигем до нейния баща Готфрид I фон Льовен († 1139). Нейният гроб е разрушен по време на Френската революция, но костите ѝ и на баща ѝ са намерени и са погребани отново във възстановения манастир.